# Camilo Gallegos Toledo
Camilo Gallegos Toledo (Latacunga, 19 de septiembre de 1895 - Quito, 1 de abril de 1984) fue un destacado jurista ecuatoriano que ejerció en tres ocasiones como el presidente de la Corte Suprema de Justicia. 

## Biografía
Nació en Latacunga el 19 de septiembre de 1895. Estuvo casado con Elisa Domínguez, con quien tuvo dos hijos: Panchita, Iván, Camilo y Carlos Gallegos Domínguez, quienes fueron políticos liberales que ejercieron como ministros de estado y diputados. Falleció en la ciudad de Quito el 1 de abril de 1984 a los 89 años.
Gallegos Toledo fue juez de carrera en la función judicial, llegando a ser juez de la Corte Suprema de Justicia, ejerciendo como su presidente en 1949, 1955 y en 1961.

## Fallida Presidencia Interina
El 7 de noviembre de 1961, mientras Gallegos Toledo ejercía la presidencia de la Corte Suprema de Justicia y del Consejo de Estado, el presidente José María Velasco Ibarra encarceló al vicepresidente Carlos Julio Arosemena Monroy y a varios senadores y diputados que lo apoyaban, intentando disolver el Congreso Nacional, pero las Fuerzas Armadas lo derrocaron y lo forzaron al exilio. 
Las Fuerzas Armadas, considerando la crisis política y constitucional en la que se encontraba el país, tanto en el ejecutivo como en el legislativo, consideraron que no había las garantías suficientes para que se dé paso a la sucesión presidencial instituida en la constitución, por lo que le entregaron el poder a Gallegos Toledo bajo el cargo de presidente interino de la república para un período de 90 días, en los cuales convocaría a una asamblea constituyente para volver al régimen constitucional.
Gallegos Toledo aceptó la presidencia e inmediatamente se trasladó al Palacio de Carondelet, donde comenzó a nombrar su gabinete y realizó una cadena radial y televisiva donde anunciaba al país los planes para retornar al orden constitucional. Mientras tanto, en la noche del 7 de noviembre, el vicepresidente Arosemena Monroy fue liberado de la cárcel y convocó a un Congreso Extraordinario, instaurándose a altas horas de la noche, en la cual se declaró el abandono del poder por parte de Velasco Ibarra y la asunción de Arosemena como Presidente Constitucional.
En la madrugada del 8 de noviembre, la mayoría de la cúpula militar se mostró a favor de restablecer el régimen constitucional, por lo que en la mañana del mismo día, Gallegos Toledo presentó su renuncia a la presidencia interina.